# سیارک ۲۴۹۵۰
سیارک ۲۴۹۵۰ (به انگلیسی: 24950 Nikhilas، نامگذاری:1997QF) بیست و چهار هزار و نهصد و پنجاهمین سیارک کشف شده‌است که در ۲۳ اوت ۱۹۹۷ کشف شد.